# Юшала (приток Пышмы)
Юшала — река в Свердловской области, левый приток реки Пышма. Исток в районе болота Самаровское, примерно в 1 км севернее деревни Борзикова Талицкого городского округа. От истока течёт преимущественно на юг. Часть среднего течения в Тугулымском городском округе. Впадает в Пышму в 265 км от её устья, приблизительно в 2 км восточнее расположенной на другом берегу Пышмы деревни Тарасова.
Длина реки 24 км.

## Данные государственного водного реестра
По данным Государственного водного реестра, река Юшала относится к Иртышскому бассейновому округу. Речной бассейн: Иртыш, речной подбассейн: Тобол, водохозяйственный участок: Пышма от Белоярского гидроузла до устья без р. Рефт от истока до Рефтинского гидроузла. Код водного объекта: 14010502212111200008133